# Peter Salm
Peter Salm (* 14. August 1892 in Aachen; † 9. Juli 1981 ebenda) war ein deutscher Architekt und Denkmalpfleger.

## Leben und Wirken
Peter Salm legte mit 17 Jahren seine Prüfung zum Schreiner-Gesellen am Kuetgens-Nellessen’schen Institut in der Bergstraße ab. Von 1911 bis 1913 studierte er dann an der Baugewerkschule Aachen und schloss diese Ausbildung mit Auszeichnung ab. Nach seiner Tätigkeit in dem Architekturbüro der Gebrüder Heusch wurde er 1914 technischer Stadtobersekretär in der Stadtverwaltung. Im Ersten Weltkrieg wurde Salm zur Abteilung für Denkmalpflege und Erhaltung historischer Bauwerke des Generalgouvernements Warschau berufen. Von 1922 bis 1925 arbeitete er als Gemeindebaumeister in Kornelimünster. 
Bereits während des Zweiten Weltkriegs setzte Salm das Burtscheider Marienhospital wieder instand und sorgte zusammen mit dem Architekten Hans Kuepper für die Wiedereindeckung der Pfarrkirche St. Michael (Aachen-Burtscheid), deren Restaurierung und die von St. Johann (Aachen-Burtscheid) zu seinen Hauptwerken zählen. Die Restaurierung der Abteikirche führte er in den Jahren 1946 bis 1966 durch, nur unterbrochen von Sommer 1948 bis Mai 1949 auf Grund der Währungsreform vom 20. Juni 1948. Etwa zeitgleich von 1949 bis 1960 erfolgte die Instandsetzung des Abteitores.
Um 1936 wohnte Peter Salm im Haus Barbarossaplatz 3 im Aachener Südviertel und führte bis 1975 sein Architekturbüro in der Peterstraße 56. Der Architekt Peter Geulen war seit 1952 sein Mitarbeiter und später sein Nachfolger.

## Mitgliedschaften
- Wiederaufbaurat der Stadt Aachen nach dem Zweiten Weltkrieg
- 1947–1951: Vorstand der Aachener Bezirksgruppe Bundes Deutscher Architekten, 1962 Ehrenmitglied
- Vorsitzender des Vereins Öcher Platt

## Werke (Auswahl)
- Umspannstation in Kornelimünster
- Leichenhaus auf dem Friedhof Breinig (gemeinsam mit Buchkremer)
- Wohn- und Bürohaus Yorkstraße 11 in Aachen

| Jahr            | Bild | Ort                                  | Objekt                                                             | Bundesland          | Kommentar                                                                                               |
| --------------- | ---- | ------------------------------------ | ------------------------------------------------------------------ | ------------------- | --- |
| 1925            |      | Ulm                                  | Wettbewerbsentwurf für die Bebauung des Münsterplatzes in Ulm      | Baden-Württemberg   | Wettbewerbsentwurf, nicht ausgeführt, gemeinsam mit Joseph Buchkremer                                   |
| 1928            |      | Aachen                               | Wettbewerbsentwurf für die Wohnsiedlung Lütticher Straße in Aachen | Nordrhein-Westfalen | Wettbewerbsentwurf zusammen mit Joseph Buchkremer                                                       |
| 1928            |      | Aachen                               | Katholische Pfarrkirche St. Jakob (Aachen)                         | Nordrhein-Westfalen | Nicht ausgeführter Wettbewerbsentwurf (gemeinsam mit seinem Vater; 2. Preis)                            |
| 1936            |      | Korschenbroich-Steinforth-Rubbelrath | Katholische Pfarrkirche St. Josef                                  | Nordrhein-Westfalen | Erweiterungsbau, in den 1960er Jahren abgerissen                                                        |
| 1936–1937       |      | Aachen                               | Priesterseminar Aachen                                             | Nordrhein-Westfalen | Neubau, gemeinsam mit Franz Wildt                                                                       |
| 1937–1938       |      | Düren                                | Katholische Filialkirche St. Josef                                 | Nordrhein-Westfalen | Neubau                                                                                                  |
| 1939            |      | Aachen-Friesenrath                   | Katholische Kapelle St. Bernhard                                   | Nordrhein-Westfalen | Neubau, Entwurf von 1933                                                                                |
| 1939            |      | Braunsrath                           | Schule                                                             | Nordrhein-Westfalen | Erweiterungsbau der Schule von 1878                                                                     |
| 1942–1944       |      | Aachen                               | Marienhospital                                                     | Nordrhein-Westfalen | Erweiterung                                                                                             |
| 1947–1949       |      | Mönchengladbach-Günhoven             | Katholische Filialkirche St. Matthias                              | Nordrhein-Westfalen | Seit 2013 als Grabeskirche genutzt                                                                      |
| 1948–1951       |      | Hergarten                            | Katholische Pfarrkirche St. Martinus                               | Nordrhein-Westfalen | Neubau unter Einbezug der erhaltenen Nordwand und Apsis des kriegszerstörten Vorgängerbaus aus 1827/31. |
| 1948–1954       |      | Erkelenz                             | Katholische Pfarrkirche St. Lambertus                              | Nordrhein-Westfalen | Neubau                                                                                                  |
| 1951            |      | Kall                                 | Katholische Pfarrkirche St. Nikolaus                               | Nordrhein-Westfalen | Neubau                                                                                                  |
| 1951/1952       |      | Oberbruch                            | Katholische Propsteipfarrkirche St. Aloysius                       | Nordrhein-Westfalen | Neubau                                                                                                  |
| 1952            |      | Jülich                               | Katholische Propsteipfarrkirche St. Mariä Himmelfahrt              | Nordrhein-Westfalen | Neubau                                                                                                  |
| 1953            |      | Mechernich                           | Katholische Pfarrkirche St. Johannes Baptist                       | Nordrhein-Westfalen | Neubau                                                                                                  |
| 1957, 1962–1964 |      | Aachen-Burtscheid                    | Katholische Marienkapelle                                          | Nordrhein-Westfalen | Wiederherstellung der von Peter Friedrich Peters 1902/1903 erbauten Kapelle                             |
| 1959            |      | Aachen-Burtscheid                    | Orgelprospekt für die Pfarrkirche St. Johann Baptist               | Nordrhein-Westfalen | Orgelwerk von Orgelbauanstalt Karl Bach, Aachen                                                         |
| 1959–1961       |      | Aachen-Eilendorf                     | Katholische Filialkirche St. Apollonia                             | Nordrhein-Westfalen | Neubau                                                                                                  |
| 1960–1962       |      | Aachen-Oberforstbach                 | Katholische Pfarrkirche St. Rochus                                 | Nordrhein-Westfalen | Neubau                                                                                                  |
| 1964            |      | Aachen-Burtscheid                    | Katholisches Pfarrheim St. Johann Baptist                          | Nordrhein-Westfalen | Neubau                                                                                                  |

### Schriften
- Zeitgenössischer Kirchenbau im Bistum Aachen. 1933
- mit Franz Wild: Das neue Priesterseminar zu Aachen, Festschrift. Hrsg. von der Baukommission zur Errichtung des Seminars. Aachen 1937